# Parque de Léon Frapié
El parque de Léon Frapié (Square Léon-Frapié en francés) es un parque ajardinado del XX Distrito de París.

## Descripción
Creado en 1973, el parque se extiende sobre 14 030 m².
El nombre del parque está dedicado a la memoria del escritor Léon Frapié (1863-1949). 
El jardín ocupa un tramo cubierto del Bulevar Periférico de París.

## Situación
Tiene accesos desde la rue Léon Frapié (calle Léon Frapié).
Se localiza en las coordenadas: 
 - Estación de Porte des Lilas  Línea 3  Línea 3bis  Línea 11
Estación de Saint-Fargeau -  Línea 3bis